# Dominique Bourg
Pour les articles homonymes, voir Bourg (homonymie).
Dominique Bourg, né le 11 août 1953 à Tavaux (Jura), est un universitaire franco-suisse. Philosophe de formation, il a été professeur à l'université de Lausanne où il enseignait les sciences de l'environnement. Il a présidé jusqu'en décembre 2018 le conseil scientifique de la Fondation Nicolas-Hulot pour la nature et l'homme.
Il se présente aux élections européennes de 2019 en France à la tête de la liste « Urgence écologie », qui obtient 1,82 % des suffrages.

## Biographie
Dominique Bourg a un doctorat de l'université Strasbourg II (1981) et un doctorat de l'EHESS (1995). Il présente une habilitation universitaire en philosophie (université Lyon 3, 1998).
Il est professeur à l'université de technologie de Troyes de 2000 à 2006. Il a également enseigné à l'Institut d'études politiques de Paris. En 2006 il est élu professeur ordinaire à la faculté des géosciences et de l'environnement de l'université de Lausanne, dont il dirige l'Institut de politiques territoriales et d'environnement humain de 2006 à 2009.
Il est retraité de l'université et réside à Pully, en Suisse.

### Activités institutionnelles et éditoriales
Ses domaines de recherche concernent notamment l'éthique du développement durable.
Il a fait partie de la commission Coppens qui a préparé la charte de l'environnement.
Il codirige, avec Alain Papaux, la collection « Développement durable et innovation institutionnelle » aux PUF, la revue La Pensée écologique et le Dictionnaire de la pensée écologique (2015). Il codirige, avec Philippe Roch, la collection « Fondations écologiques » chez Labor et Fides. Il est membre du comité de rédaction de la revue Esprit, membre du conseil scientifique de la revue Écologie & Politique et conseiller scientifique de la revue Futuribles International.
Président du conseil scientifique de la fondation Nicolas-Hulot, dont il est un proche, jusqu'en janvier 2019, il quitte ce poste pour les élections européennes de 2019. Il est membre du conseil d’orientation de la fondation La Fabrique écologique et préside le conseil scientifique de la Fondation Zoein.

### Engagements politiques
Aux élections européennes de mai 2019, il mène la liste « Urgence Écologie » et s’affirme partisan d’une écologie intégrale. La liste inclut Antoine Waechter du Mouvement écologiste indépendant, Delphine Batho de Génération écologie, Loubna Méliane du Parti socialiste et Sébastien Nadot du Mouvement des progressistes fondé par Robert Hue. Elle est également soutenue par Jean-Luc Bennahmias et une partie des membres de l'Union des démocrates et des écologistes fondée par Jean-Vincent Placé,. Selon Les Inrockuptibles, elle est celle qui propose les mesures écologistes « les plus drastiques », et la seule à proposer la création d’un impôt de solidarité écologique sur la fortune. Elle recueille 1,82 % des suffrages et n'obtient aucun élu, étant sous le seuil des 5%.
Il soutient Delphine Batho pour la primaire présidentielle de l'écologie de 2021.

## Distinctions
- Officier de l'ordre national du Mérite le 15 novembre 2004[21].
- Officier de la Légion d'honneur Il est fait chevalier le 30 décembre 2000[22], puis est promu officier le 12 juillet 2013[23],[24].

## Publications
- Vers une démocratie écologique : le citoyen, le savant et le politique, avec Kerry Whiteside, éditions du Seuil, coll. « La République des idées », Paris, 2010  (ISBN 9782021022988)
- (dir.) Pour une 6e République écologique, Paris, éditions Odile Jacob, 2011  (ISBN 978-2738127273)
- Du risque à la menace. Penser la catastrophe, Paris, PUF, 2013  (ISBN 9782130606314)
- Quand l'écologie politique s'affiche : 40 ans de militantisme graphique, Éditions Plume de carotte, 2014
- La Pensée écologique. Une anthologie, avec Augustin Fragnière, Paris, PUF, coll. « L'écologie en questions », 2014, 896 p.  (ISBN 978-2-13-058444-5)
- Dictionnaire de la pensée écologique, avec Alain Papaux, Paris, Puf, 2015, 1120 p.  (ISBN 978-2-13-058696-8)
- L'Âge de la transition : En route pour la reconversion écologique, avec Alain Kaufmann et Dominique Méda, Les Petits matins, 2016, 236 p.  (ISBN 978-2-36-383221-4)
- Écologie intégrale : Pour une société permacirculaire, avec Christian Arnsperger, PUF, 2017, 204 p.  (ISBN 978-2-13-079246-8)
- Une nouvelle terre. Pour une autre relation au monde, Éditions Desclée de Brouwer, 2018, 240 p.  (ISBN 978-2-22-008815-0)
- Le marché contre l'humanité, Paris, PUF, 2019, 167 p.  (ISBN 978-2-13-082265-3)
- (coll.) Retour sur Terre : 35 propositions, PUF, 2020, 96 p.  (ISBN 978-2130826538)
- Primauté du Vivant. Essais sur le pensable, co-écrit avec Sophie Swaton, PUF, 2021, 335 p.  (ISBN 978-2130818267)
- Science et prudence. Du réductionnisme et autres erreurs par gros temps écologique, avec Nicolas Bouleau, PUF, 2022, 213 p.  (ISBN 978-2-13-083769-5)
- "Chaque geste compte". Manifeste contre l'impuissance publique, avec Johann Chapoutot, Gallimard (Tracts), 2022, 64 p.  (ISBN 978-2073020246)
- « Sobriété et démocratie : extension du domaine des limites », échange avec Emmanuel Hache et Marc Verzeroli, La Revue internationale et stratégique, n° 128, IRIS Éditions – Armand Colin, hiver 2022, p. 49-57.